# Владимир Мали
Владимир Мали (чеш. Vladimír Malý; 27. јун 1952}  био је чехословачки атлетичар, који се специјализовао за скок увис.

## Спортска биографија
Међународни почеци Владимира Малог датирају из 1970. године, када је на Европско  првенству за јуниоре У−20  у Коломбу, предграђу Париза завршио на петом месту у скоку увис резултатом 2,04 м. 
Његово другo међународно такмичење одржано је следеће године када је на 2. Европском првенству у дворани 1971. одржаном у Софији, где је скоком од 2,05 м  заузео скромно 16. место.  Године 1972. у Греноблу на 3. Европском првенству у дворани  заузима 5. место. резултатом 2,17 м. 
Године 1973. учествовао је у Ротердаму наЕвропском првенству у дворани и завршио на 10. месту.   Исте године освојио је своју прву међународну титулу на 7. Летњој универзијади у Москви, скоком на 2,18 м. Прве медаље на Ерпоским првенствима осваја 1974. године. Освојио је две бронзане медаље, прву у марту на  у Гетеборгу скоком 2,16 м  , а затим шест месеци касније на отвореном у Риму. резултат 2,21 м 
На Европском првенству у дворани 1975. у Катовицама постао је европски првак у дворани скоком од 2,21 метар. </ref>
У Прагу 1974 оборио је национални рекорд скоком на 2,22 м.

### Првенства Чехословачке
Мали је 6 пута освајао медаље на првенствима Чехословаке:
на отвореном: 1972. (бронза), 1974. (злато), 1976. (бронза)  
у дворани: 1971. (сребро), 1972. (злато), 1973. (злато) 

## Лични рекори
- скок увис у дворани - (2,24 м - 26. фебруар 1975, Праг)
- скок увис на отвореном) - (2,22 м - 28. јун 1974, Праг)